# Zdzisław Antczak (piłkarz ręczny)
Zdzisław Antczak (ur. 20 listopada 1947 w Miłkowicach, zm. 28 lutego 2019) – polski piłkarz ręczny. Dwukrotny olimpijczyk (1972, 1976). Brązowy medalista igrzysk olimpijskich w Montrealu (1976). Sześciokrotny mistrz Polski w drużynie Śląska Wrocław (1972-1977), trzykrotny mistrz kraju (1969-1971), dwukrotny zdobywca Pucharu Polski (1969, 1976), mistrz Belgii (1979). 130-krotny reprezentant Polski.
Oprócz Śląska Wrocław był zawodnikiem: KS „Ostrovia” z Ostrowa Wielkopolskiego i KS SC z Mechelen.
W latach 80. zawodnik i trener klubów belgijskich.
Podczas Mistrzostw Świata w Niemczech Wschodnich w 1974 r. został uznany za najlepszego skrzydłowego.
Ukończył studia w Akademii Wychowania Fizycznego we Wrocławiu.